# Osmanska rikets historia

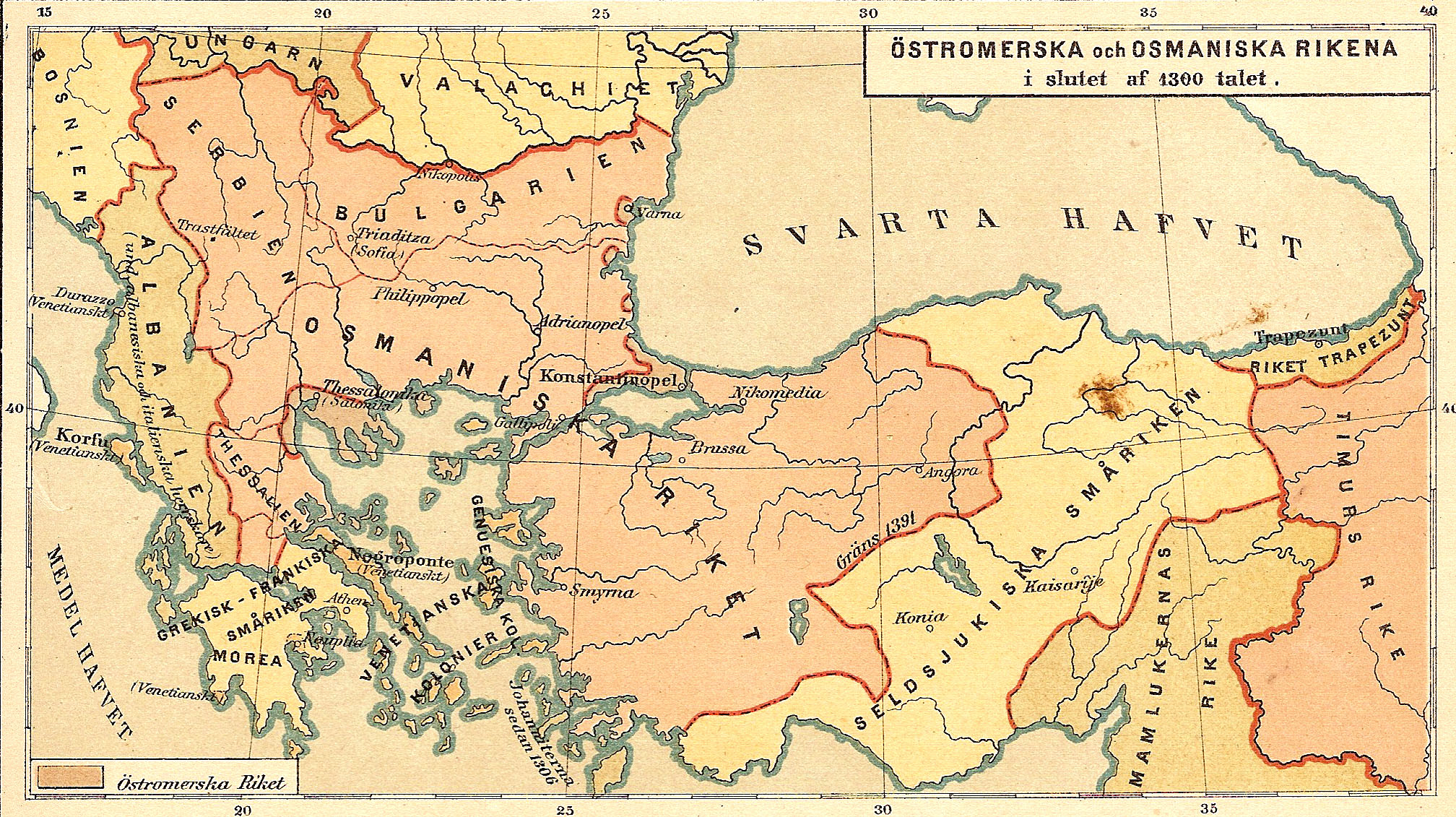
De östromerska och osmanska rikena i slutet av 1300-talet

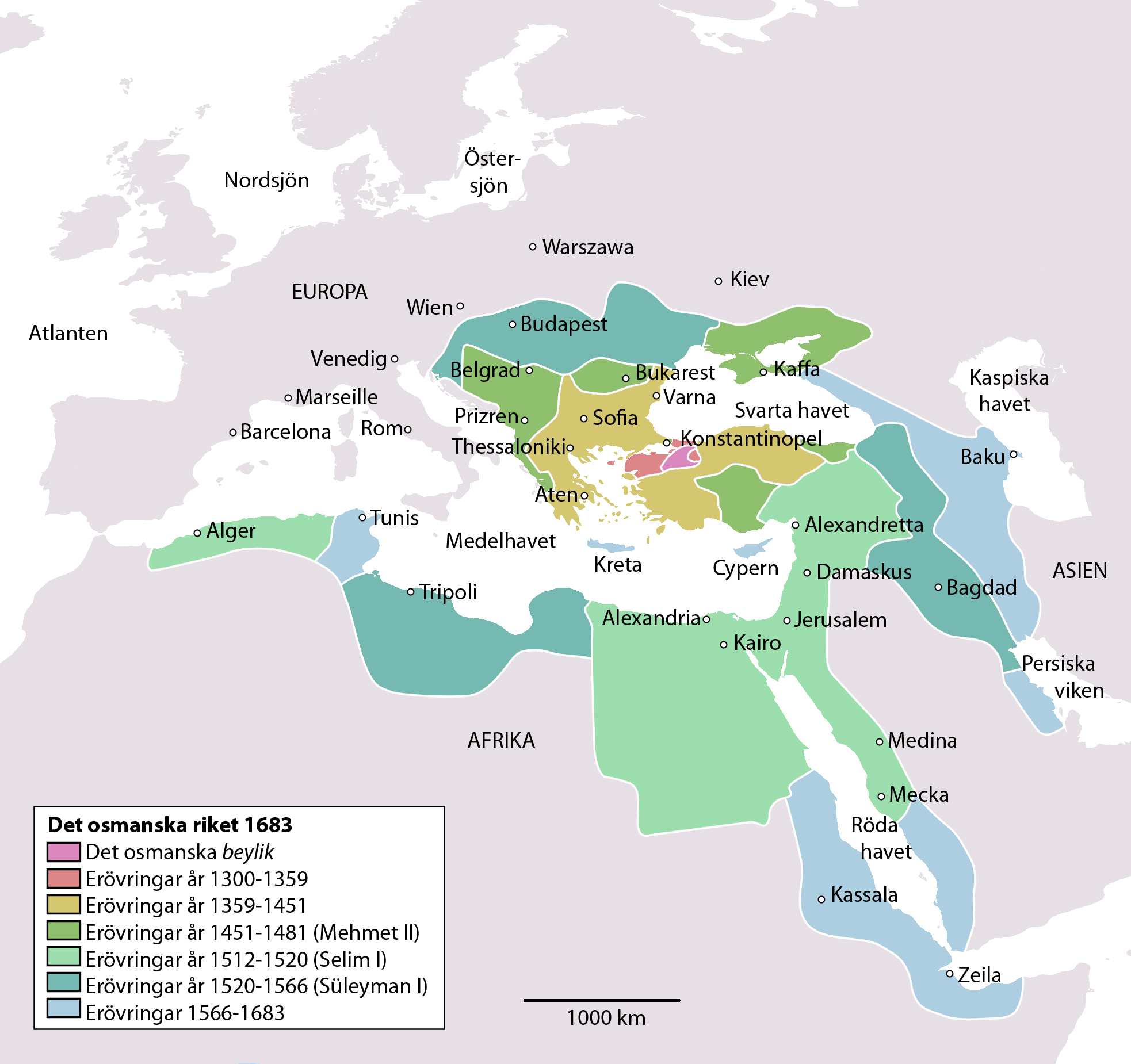
Osmanska rikets utbredning år 1683 och olika erövringar fram till dess.

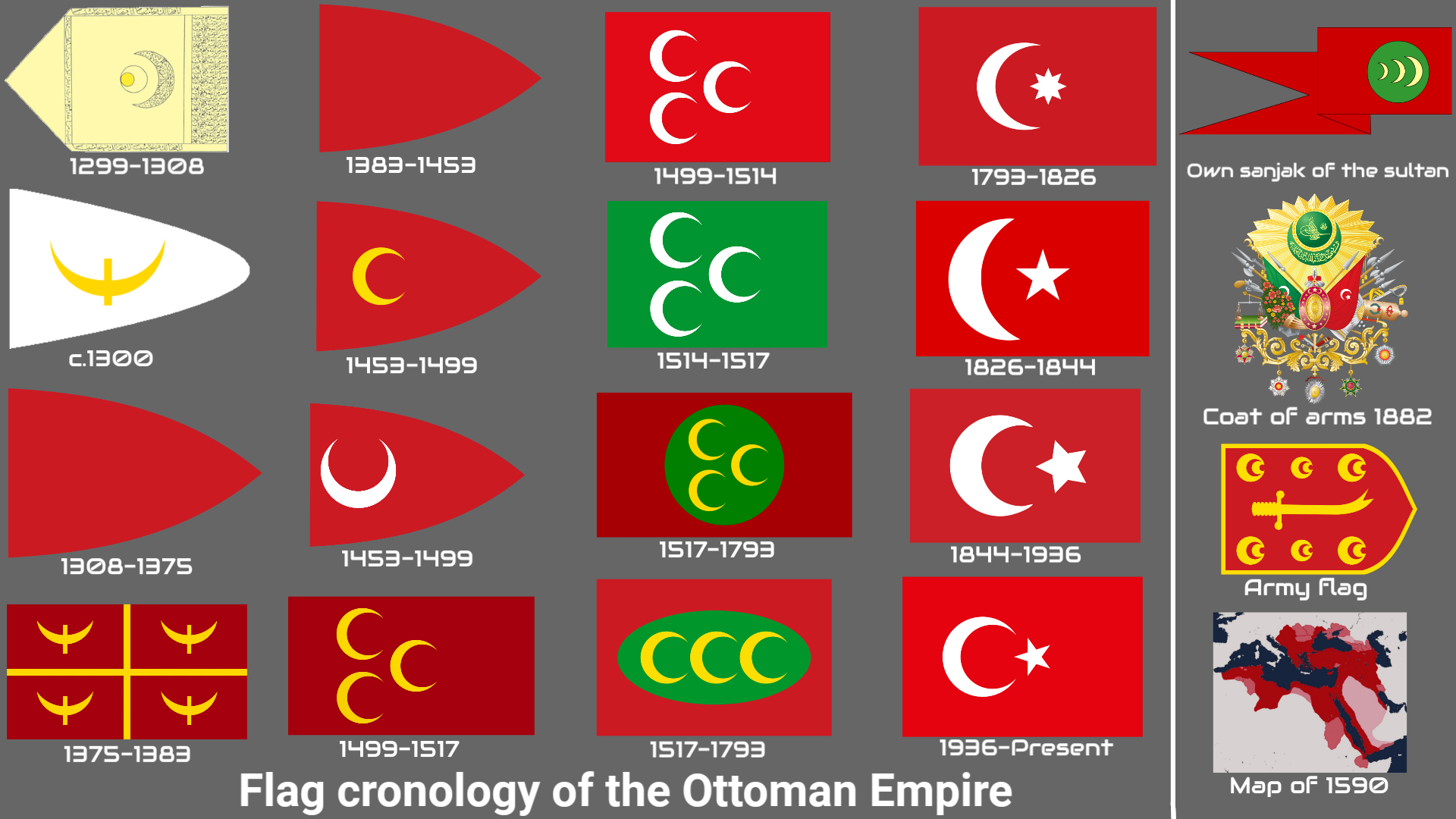
Alla flaggor som används av Osmanska riket

Osmanska riket uppstod år 1299 då den förste härskaren, Osman I, förklarade sitt rike i västra Anatolien (Turkiska halvön, Mindre Asien) självständigt från det seldjukiska sultanatet. Osman och hans efterföljare Orhan erövrade stora delar av västra Anatolien från Bysans och andra turkiska riken i området. År 1324 intogs den viktiga staden Bursa, vilket markerade slutet på den bysantinska makten över Mindre Asien.1354 landstiga på Gallipolihalvön varifrån osmanerna började sin erövring av Balkan. Tillbakagången började under början av 1800-talet. Efter Första världskriget var Osmanska riket borta, men ersattes av det moderna Turkiet.

## Balkans och Konstantinopels erövring
Murat I erövrade Adrianople (Edirne) och Philippopolis (Plovdiv) från bysantinerna, lät utnämna sig till sultan år 1383 och förde ett framgångsrikt krig mot Serbien. Murats son Beyazit I utvidgade riket i både Europa och Asien men föll offer för mongolen Timur Lenks härjningståg och efter slaget vid Ankara år 1402 besegrades Beyazit och inbördeskrig utbröt mellan dennes söner. Då Mehmet I stod som segrare år 1413 var riket svårt drabbat av kriget. Det återhämtade sig under Murat II (1421–1451) som återställde rikets storhet genom krig mot Serbien, Ungern och Republiken Venedig. År 1453 erövrade Mehmet II Konstantinopel (se Konstantinopels fall), vilket ändade det Bysantinska riket och inledde den osmanska stormaktstiden. Selim I (1512–1520) erövrade Syrien och Egypten och utnämnde sig år 1517 till kalif efter att han störtat den förre kalifen i Kairo. 
Osmanska rikets höjdpunkt nåddes under Süleyman I (1520–1566) som erövrade Ungern, Nordafrika och hela Mellanöstern. Rhodos belägrades framgångsrikt 1522. Wien belägrades år 1529 efter en period av militära framgångar, ekonomisk välfärd och viktiga segrar. Denna belägring misslyckades dock och den osmanska expansionen i Europa avstannade. 
I slutet av 1500-talet började det osmanska riket förfalla till följd av korruption och en föråldrad militär som blev alltmer korrumperad. Ekonomin försämrades och en lång rad odugliga sultaner styrde riket, först i och med Süleymans son Selim II som besteg tronen då hans far dog 1566. Osmanerna förlorade sjöslaget vid Lepanto år 1571 och miste därmed sin dominans till sjöss. Även om man senare lyckades erövra mer territorium förblev landets politiska och ekonomiska ställning försvagad.

## Osmanska rikets sönderfall
Som störst sträckte sig riket från Wiens utkanter i nordväst till Mekka i sydöst och från Kaukasus i nordöst till Algeriet i sydväst. Det för osmanerna misslyckade slaget om Wien år 1683 innebar dock slutet för den osmanska krigsmaktens storhet. Sultan Mehmet IV hade lyckats mobilisera en ny, större armé trots de militära och ekonomiska motgångarna och tog sig återigen fram till Wien. Men även den här gången kunde Österrike, med hjälp av bland annat Polen, häva belägringen och vinna kriget. 

### Den framväxande nationalismen

#### Grekland först med självständighet
Efter detta nederlag var den osmanska stormakten i stort sett besegrad och på 1700-talet förlorade osmanerna allt mer mark till stormakter såsom Österrike och Ryssland. Osmanska riket var från början av 1800-talet starkt försvagat och började betraktas som ”Europas sjuke man”. Nationalistiska strömningar bland de många folken inom riket började förklara sig som suveräna stater. Grekland blev en självständig stat år 1821 och följdes år 1878 av Rumänien, Serbien och Montenegro. Även den turkiska nationalismen växte i takt med att turkarna blev i allt större majoritet inom det som återstod av imperiet.

#### Rumänien, Serbien, Montenegro, Albanien och Bulgarien
Ryssland var det största yttre hotet mot det sönderfallande imperiet. Krimhalvön hade förlorats redan 1783. Ytterligare ett krig med Ryssland 1877–1878 förlorades och slutade med den av Ryssland dikterade San Stefanofreden 1878. Osmanerna tvingades överlämna delar av Armenien och Dobrudzja till Ryssland samt betala ett högt skadestånd. Vidare tvingades Osmanska riket erkänna Rumänien, Serbien och Montenegro som självständiga stater, utvidgade genom delar av Albanien, samt erkänna ett utvidgat Bulgarien som ett självstyrande furstendöme.  

#### Cypern, Bosnien–Hercegovina, Tunisien, Egypten
En stor mängd flyktingar från Kaukasien strömmade in i egentliga Turkiet efter freden med Ryssland. Samtidigt fortsatte imperiets sönderfall, och Berlinkongressen samma år, dvs 1878, beseglade dess öde. Europas sex dåvarande stormakter – Tyska riket, Österrike-Ungern, Frankrike, Storbritannien, Italien och Ryssland reducerade det forna imperiet ännu mer. Exempelvis kom Bosnien–Hercegovina under Österrike-Ungern förvaltning och Cypern avträddes till Storbritannien.

#### Reformförsök och ny diktatur
Abdülhamid II hade år 1876 infört en konstitution i liberal anda i Osmanska riket, men politiska reformer hade ingen effekt när det gällde den uppblossande nationalismen. Inte heller försöken att vädja till en muslimsk samhörighetskänsla lyckades. Reformförsöken upphörde, och regimen blev åter diktatorisk. Under 1880-talet förlorade imperiet nuvarande Tunisien och Egypten. I östra Anatolien utsatte turkarna 100 000-tals armenier, assyrier/syrianer och 10 000-tals greker för massakrer åren 1894–1896.

## Ungturkarna och det moderna Turkiets tillkomst
Till slut återstod bara en målsättning – att rädda det som räddas kunde, och medlet var turkisk nationalism. En ideologisk förgrundsgestalt var författaren Ziya Gökalp (1876–1924), och inspiration hämtades från minoriteter i Ryssland. I början av 1900-talet växte den ungturkiska rörelsen under ledning av Enver Pascha fram som dominerande politisk kraft i Osmanska riket. Ungturkarna tog till sig turkisk nationalism som en lösning på imperiets kris. I april 1909 tvingades diktatorn Abdülhamid II att avgå till förmån för Mehmet V, men i praktiken kom Enver Pascha att styra riket. Efter Tripoliskriget 1911–1912 måste Osmanska riket till Italien avträda sina sista besittningar i Nordafrika, liksom Dodekanesos (Tolvöarna) med Rhodos. Balkankrigen 1912–1913 innebar ytterligare motgångar. Kreta erövrades av Grekland 1913, och dess muslimska befolkning flyttade till Anatoliens kusttrakter. Osmanska riket var nu, med små undantag, ett icke-europeiskt land. 
Ungturkarna är en benämning på den sammanslutning av turkiska reformgrupper som bildades i Thessaloniki för att tvinga sultanen Abdülhamid II att återinföra 1877 års avskaffade konstitution och fortsätta reformpolitiken. En statskupp 1908 ledde till att sultanen avsattes till förmån för sin bror Mehmet V och att ungturkarna under ledning av Enver Pascha fick makten. Den så kallade ungturkiska revolutionen 1908 återinrättade parlamentet, vilket hade upplösts av sultanen Abdülhamid II år 1878. Händelsen markerar början av den andra konstitutionella perioden i riket. Revolutionen var även en milstolpe i upplösningen av Osmanska imperiet. Den möjliggjordes av ett osannolikt samarbete mellan reformsinnade pluralister, turkiska nationalister, västligt orienterade sekulära grupper, och alla som gav sultanen skulden för det kaotiska tillståndet i imperiet.
Det efterföljande försöket att tränga undan monarkins institutioner och administration för att ersätta dem med konstitutionella institutioner och ett valsystem – dvs att ersätta den absoluta monarkin med en konstitutionell monarki, eller republik enligt vissa grupper – var dock inte lika enkelt eller så oblodigt som regimskiftet. Samtidigt fortsatte av imperiet att splittras under trycket av nationalistiska revolter.
Viktiga resultat av den ungturkiska revolutionen 1908 var:
- det gradvisa skapandet av en ny styrande elit
- avsättning av Sultan Abdülhamid II till förmån för Mehmed V 1909
- öppnandet av en väg för konsolidering av den civila och militära förvaltningen, kuppen 1913.
- Ungturkarna och en rad små organisationer kom 1913 att gå samman i Utskottet för enhet och framsteg (CUP).
- CUP blev det nya kraftcentrumet i den osmanska politiken.
- Armeniska revolutionära federationen, vars mål var en suverän armenisk stat, ersatte den elitgrupp av köpmän, hantverkare och präster vilkas mål hade varit att få fler rättigheter inom Osmanska riket
- en intellektuell och nationalistisk elit ersatte de muslimska albanerna som samverkat med den tidigare sultanen. De nationella albanerna ville förena alla albaner, som tillhörde tre olika religioner, under en fana, och krävde reformer till gagn för alla albaner och inte bara de muslimska
- vissa grupper, som judarna, till exempel den judiska, kopierade ungturkarnas kupp och störtade den konservativa styrande eliten och ersatte den med ett nytt och reformvänligt högsta råd.
- lättnader för politiska och religiösa fångar, så kallade samvetsfångar. Exempelvis kunde 'Abdu'l-Bahá (1844–1921), son till bahá'í-trons grundare Bahá'u'lláh (1817–1892), resa till Frankrike, Storbritannien och USA efter att ha levt nästan hela sitt liv i fångenskap.

### Folkmorden på armenier, assyrier/syrianer och greker
Under 1800-talet och början av 1900-talet etablerades brittiskt, franskt och (i mindre grad) spanskt och italienskt inflytande över stora delar av Mellanöstern. Osmanska riket deltog i Första världskriget på de förlorande Centralmakternas sida. I skuggan av världskriget begick myndigheterna 1915 med stöd av muslimsk lokalbefolkning ett folkmord på över 1,5 miljon armenier, 500 000 - 750 000 assyrier/syrianer och över 300 000 greker och övriga kristna. Därmed försvann en mångtusenårig armenisk och assyrisk/syrianks kultur på den turkiska halvön, dvs Anatolien eller Mindre Asien utanför Kaukasus.
Även den kurdiska minoriteten hade tagit till sig nationalismen, något senare än de europeiska staterna. Kurderna började vid sekelskiftet kräva självständighet för de kurdiska områdena. Den osmanska statens nederlag i första världskriget ändrade de politiska förutsättningarna för kurderna och andra folk inom väldet. Samtidigt överlade brittiska, ryska och franska representanter en helt annan uppdelning av Mellanöstern i det hemliga Sykes-Picot-fördraget 1915.

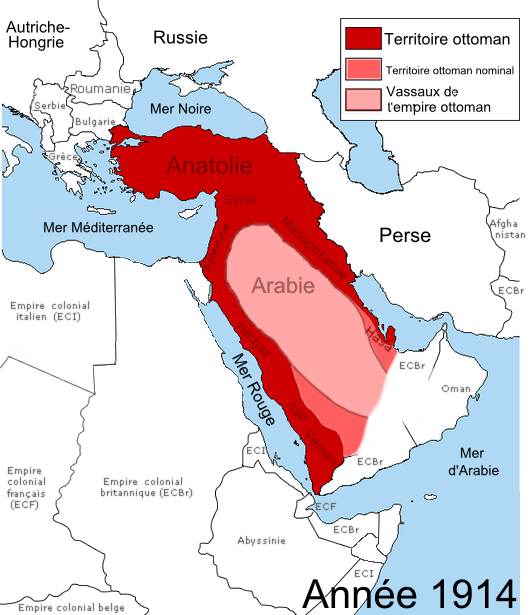
Osmanska riket, 1914.

### Republiken Turkiet
Efter att ha ställt sig på Kejsardömet Tysklands sida besegrades riket slutligen i första världskriget och tvingades att kapitulera och ge ifrån sig sitt återstående territorium i Europa och Mellanöstern. 
Vid krigsslutet delades imperiet upp och Osmanska riket försvann förutom ett litet område i mitten av Anatolien. I augusti 1920 undertecknades i Sèvres ett fredsfördrag mellan Osmanska riket och ententemakterna. Fördraget ersattes av fördraget i Lausanne den 24 juli 1923. Uppgörelsen innebar att Osmanska riket avskaffades.
En turkisk nationalistisk revolution ledd av Kemal Atatürk motsatte sig det osmanska styret och Ententens uppstyckning av riket. Efter ett frihetskrig mot greker och andra utropades republiken Turkiet den 29 oktober 1923, bestående av hela Anatolien, östra Thrakien och Istanbul . Sultanatet upphävdes 1922 och kalifatet 1924, och den siste sultanen, Mehmet VI, gick i landsflykt.